# Élections sénatoriales de 2020 en Dordogne
Les élections sénatoriales en Dordogne ont lieu le dimanche 27 septembre 2020. Elles ont pour but d'élire les deux sénateurs représentant le département au Sénat pour un mandat de six années.

## Contexte départemental
Lors des élections sénatoriales de 2014 en Dordogne, deux sénateurs ont été élus : Claude Bérit-Débat et Bernard Cazeau.
Depuis, tous les effectifs du collège électoral des grands électeurs ont été renouvelés, avec les élections départementales de 2015, les élections régionales de 2015, les élections législatives de 2017 et les élections municipales de 2020.

## Sénateurs sortants
Les deux sénateurs élus en 2014 ne se représentent pas.
| Sénateur | Sénateur           | Parti | Fonctions lors de l'élection en 2014           |
| -------- | ------------------ | ----- | ---------------------------------------------- |
|          | Claude Bérit-Débat | PS    | Sénateur sortant                               |
|          | Bernard Cazeau     | LREM  | Sénateur sortant, président du conseil général |

## Présentation des candidats et des suppléants
Les nouveaux représentants sont élus pour une législature de six ans au suffrage universel indirect par les 1 339 grands électeurs du département. En Dordogne, les sénateurs sont élus au scrutin majoritaire à deux tours. Leur nombre reste inchangé : deux sénateurs sont à élire. Il y a plusieurs candidats dans le département, chacun avec un suppléant.
Le PS et le PCF font alliance.
| N°  | Candidats | Candidats              | Parti | Principales fonctions                                 |
| --- | --------- | ---------------------- | ----- | ----------------------------------------------------- |
| T 1 |           | Marie-Claude Varaillas | PCF   | Conseillère départementale                            |
| s 1 |           | Benoît Secrestat       | PS    | Maire de Proissans                                    |
|     |           |                        |       |                                                       |
| T 2 |           | Serge Mérillou         | PS    | Conseiller départemental, maire de Saint-Agne         |
| s 2 |           | Christelle Boucaud     | PS    | Conseillère départementale, maire d’Agonac            |
|     |           |                        |       |                                                       |
| T 3 |           | Maryline Forgeneuf     | EÉLV  | Adjointe au maire de Saint-Estèphe                    |
| s 3 |           | Gaétan Brizard         | EÉLV  | Adjoint au maire de Sarliac-sur-l'Isle                |
|     |           |                        |       |                                                       |
| T 4 |           | Philippe Thomas        | EÉLV  |                                                       |
| s 4 |           | Colette Batailler      | EÉLV  |                                                       |
|     |           |                        |       |                                                       |
| T 5 |           | Alain Castang          | DVG   | Maire de Rouffignac-de-Sigoulès                       |
| s 5 |           | Brigitte Cabirol       | DVD   | Maire de Saint-Barthélemy-de-Bellegarde               |
|     |           |                        |       |                                                       |
| T 6 |           | Jean-Pierre Cubertafon | MoDem | Député                                                |
| s 6 |           | Claudine Faure         | MoDem | Maire de Lacropte                                     |
|     |           |                        |       |                                                       |
| T 7 |           | Jöelle Huth            | UDI   | Conseillère départementale                            |
| s 7 |           | Alain Prévost          | LR    | Adjoint au maire de Monbazillac                       |
|     |           |                        |       |                                                       |
| T 8 |           | Robert Dubois          | RN    | Conseiller régional, conseiller municipal de Bergerac |
| s 8 |           | Florence Joubert       | RN    | Conseillère régionale                                 |
|     |           |                        |       |                                                       |

## Résultats
| Candidats                | Candidats                | Parti                    | Nuance                   | Premier tour | Premier tour | Second tour | Second tour |
| Candidats                | Candidats                | Parti                    | Nuance                   | Voix         | %            | Voix        | %           |
| ------------------------ | ------------------------ | ------------------------ | ------------------------ | ------------ | ------------ | ----------- | ----------- |
|                          | Serge Mérillou           | PS                       | SOC                      | 663          | 50,37        |             |             |
|                          | Marie-Claude Varaillas   | PCF                      | COM                      | 556          | 42,25        | 629         | 49,06       |
|                          | Jean-Pierre Cubertafon   | MoDem                    | MDM                      | 439          | 33,36        | 602         | 46,96       |
|                          | Joëlle Huth              | UDI                      | DVD                      | 304          | 23,10        | Retrait     | Retrait     |
|                          | Alain Castang            | SE                       | DVG                      | 170          | 12,92        | Retrait     | Retrait     |
|                          | Maryline Forgeneuf       | EÉLV                     | VEC                      | 93           | 7,07         | Retrait     | Retrait     |
|                          | Philippe Thomas          | EÉLV                     | VEC                      | 63           | 4,79         | Retrait     | Retrait     |
|                          | Robert Dubois            | RN                       | RN                       | 50           | 3,80         | 51          | 3,98        |
|                          |                          |                          |                          |              |              |             |             |
| Votes valides            | Votes valides            | Votes valides            | Votes valides            | 1 316        | 97,63        | 1 282       | 95,03       |
| Votes blancs             | Votes blancs             | Votes blancs             | Votes blancs             | 13           | 0,96         | 37          | 2,74        |
| Votes nuls               | Votes nuls               | Votes nuls               | Votes nuls               | 19           | 1,41         | 30          | 2,22        |
| Total                    | Total                    | Total                    | Total                    | 1 348        | 100          | 1 349       | 100         |
| Abstention               | Abstention               | Abstention               | Abstention               | 26           | 1,89         | 25          | 1,82        |
| Inscrits / participation | Inscrits / participation | Inscrits / participation | Inscrits / participation | 1 374        | 98,11        | 1 374       | 98,18       |